# Grenada van A tot Z

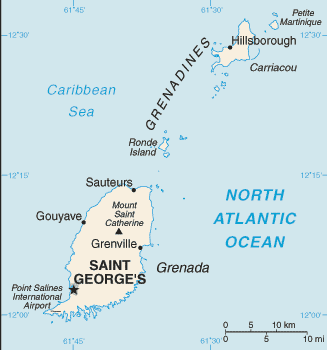
Kaart van Grenada

## B
Shandon Baptiste -
Maurice Bishop

## C
Carriacou -
Carriacou en Petite Martinique

## F
Alleyne Francique

## G
🇬🇩 -
Grenada -
Grenada op de Gemenebestspelen -
Grenada op de Olympische Jeugdzomerspelen 2010 -
Grenada op de Olympische Spelen -
Grenada op de Olympische Zomerspelen 1984/
1988/
1992/
1996/
2000/
2004/
2008/
2012/
2016/
2020 -
Grenadaduif -
Grenadiaans-Surinaamse betrekkingen -
Grenadiaanse voetbalbond -
Grenville

## H
Habralictus insularis -
Hail Grenada -
Hillsborough

## I
Invasie van Grenada -
ISO 3166-2:GD

## J
Kirani James

## K
Katholieke Kerk in Grenada -
Kirani James Atletiekstadion

## L
Lijst van voetbalinterlands Amerikaanse Maagdeneilanden - Grenada /
Andorra /
Anguilla /
Anguilla (vrouwen) /
Antigua en Barbuda /
Aruba  /
Barbados /
Belize /
Bermuda /
Britse Maagdeneilanden /
Costa Rica /
Cuba /
Curaçao /
Dominica /
El Salvador /
Gibraltar /
Guatemala /
Guyana /
Haïti /
Honduras /
Jamaica /
Kaaimaneilanden /
Montserrat /
Nederlandse Antillen /
Noorwegen /
Panama /
Puerto Rico /
Qatar /
Saint Kitts en Nevis /
Saint Lucia /
Saint Vincent en de Grenadines /
Suriname /
Taiwan /
Trinidad en Tobago /
Verenigde Staten

## M
Maurice Bishop International Airport -
Conrad Murray

## P
Parishes van Grenada -
Petite Martinique

## R
Republic Bank -
Resolutie 352 Veiligheidsraad Verenigde Naties -
Ridderorden in Grenada -
Jason Roberts

## S
Saint Andrew -
Saint David -
Saint George -
Saint George's -
Saint John -
Saint Mark -
Saint Patrick

## T
Bralon Taplin -
Tillman Thomas

## V
Vlag van Grenada

## W
Wapen van Grenada -
Wereldkampioenschap cricket 2007 -
West-Indisch cricketelftal